# Los 25 Mártires Mexicanos

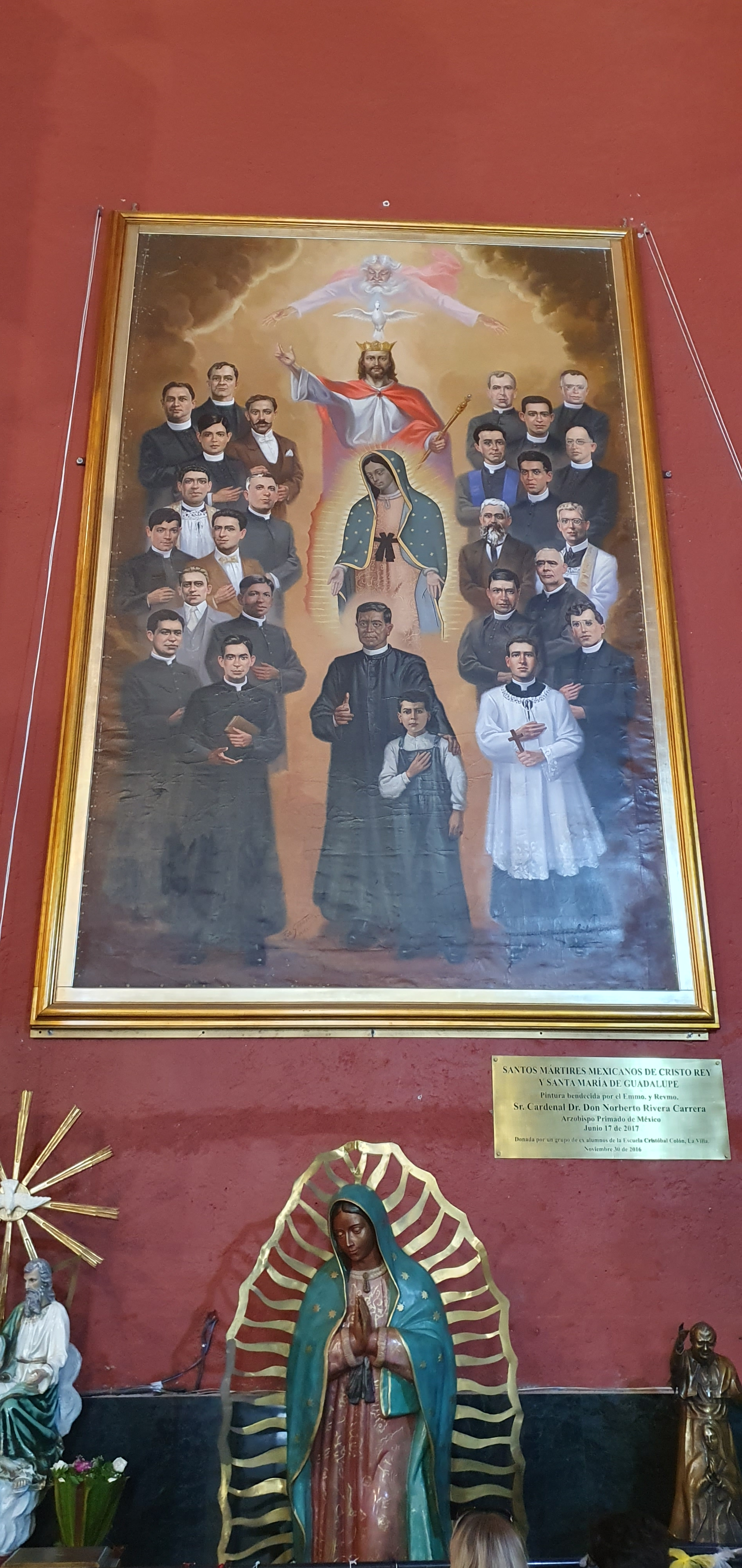
Pintura de los mártires en la Antigua Basílica de Guadalupe.

Los 25 Mártires Mexicanos o San Cristóbal Magallanes y 24 compañeros mártires, fueron un grupo de católicos ejecutados durante la Guerra Cristera en diversas partes de México, siendo encabezada por el gobierno de Plutarco Elías Calles.

## Antecedentes
Véanse también: Guerra Cristera y Ley Calles.
Durante el gobierno del presidente Plutarco Elías Calles se promulgo la Ley Calles la cual suspendía el culto cristiano, entonces varios laicos se decidieron levantar en contra de esta ley, pero los sacerdotes preferían una solución pacifica.
En poco tiempo el conflicto se fue extendiendo, originando la Guerra Cristera, entonces el ejercito comenzó una persecución de los sacerdotes en todo el país, en donde fueron ejecutados en diversas partes del país.

## Lista de los 25 mártires.
| Nombre                          | Nacimiento                                               | Fallecimiento                                              |
| ------------------------------- | -------------------------------------------------------- | ---------------------------------------------------------- |
| Agustín Caloca Cortés           | 5 de mayo de 1898 Zacatecas, México                      | 25 de mayo de 1927 Colotlán, Jalisco                       |
| Atilano Cruz Alvarado           | 5 de octubre de 1901 Teocaltiche, Jalisco                | 1 de julio de 1928 Cuquío, Jalisco                         |
| Bernabé de Jesús Méndez Montoya | 10 de junio de 1880 Tarímbaro, Michoacán                 | 5 de febrero de 1928 Valtierrilla, Guanajuato.             |
| Cristóbal Magallanes Jara       | 30 de julio de 1869 Totatiche, Jalisco                   | 25 de mayo de 1927 Colotlán, Jalisco                       |
| David Galván Bermúdez           | 29 de enero de 1881 Guadalajara, Jalisco                 | 30 de enero de 1915 Guadalajara, Jalisco                   |
| David Roldán Lara               | 2 de marzo de 1902 Chalchihuites, Zacatecas              | 15 de agosto de 1926 Chalchihuites, Zacatecas              |
| David Uribe Velasco             | 29 de diciembre de 1889 Buenavista de Cuéllar, Guerrero  | 12 de abril de 1927 Morelia, Michoacán                     |
| Jenaro Sánchez Delgadillo       | 19 de septiembre de 1886 Zapopan, Jalisco                | 17 de enero de 1927 Tecolotlán, Jalisco                    |
| José Isabel Flores Varela       | 28 de noviembre de 1866 Santa María de la Paz, Zacatecas | 21 de junio de 1927 Zapotlanejo, Jalisco                   |
| José María Robles Hurtado       | 3 de mayo de 1888 Mascota, Jalisco                       | 26 de junio de 1927 Quila, Jalisco                         |
| José Salvador Lara Puente       | 13 de agosto de 1905 Súchil, Durango                     | 15 de agosto de 1926 Chalchihuites, Zacatecas              |
| Julio Álvarez Mendoza           | 20 de diciembre de 1866 Guadalajara, Jalisco             | 30 de marzo de 1927 Guadalajara, Jalisco                   |
| Justino Orona Madrigal          | 14 de abril de 1877 Atoyac, Jalisco                      | 1 de julio de 1928 Cuquío, Jalisco                         |
| Luis Bátis Sáinz                | 13 de septiembre de 1870 Miguel Auza, Zacatecas          | 15 de agosto de 1926 Chalchihuites, Zacatecas              |
| Manuel Morales Cervantes        | 8 de febrero de 1898 Sombrerete, Zacatecas               | 15 de agosto de 1926 Chalchihuites, Zacatecas              |
| Margarito Flores García         | 22 de febrero de 1899 Taxco de Alarcón, Guerrero         | 12 de noviembre de 1927 Huitzuco de los Figueroa, Guerrero |
| Mateo Correa Magallanes         | 22 de julio de 1866 Tepechitlán, Zacatecas               | 6 de febrero de 1927 Durango, México                       |
| Miguel de la Mora               | 19 de junio de 1874 Tecalitlán, Jalisco                  | 7 de agosto de 1927 Colima, México                         |
| Pedro de Jesús Maldonado        | 15 de junio de 1892 Chihuahua, Chihuahua                 | 11 de febrero de 1937 Chihuahua, Chihuahua                 |
| Pedro Esqueda Ramírez           | 29 de abril de 1887 San Juan de los Lagos, Jalisco       | 22 de noviembre de 1927 Jalisco, México                    |
| Rodrigo Aguilar Alemán          | 13 de marzo de 1875[cita requerida] Sayula, Jalisco      | 28 de octubre de 1927 Ejutla, Jalisco                      |
| Román Adame Rosales             | 27 de febrero de 1859 Teocaltiche, Jalisco               | 21 de abril de 1927 Yahualica de González Gallo, Jalisco   |
| Sabás Reyes Salazar             | 5 de diciembre de 1883 Cocula, Jalisco                   | 13 de abril de 1927 Tototlán, Jalisco                      |
| Toribio Romo González           | 16 de abril de 1900 Jalostotitlán, Jalisco               | 25 de febrero de 1928 Tequila, Jalisco                     |
| Tranquilino Ubiarco Robles      | 8 de julio de 1899 Zapotlán el Grande, Jalisco           | 5 de octubre de 1928 Tepatitlán de Morelos, Jalisco.       |

## Beatificación
El 22 de noviembre de 1992, fueron beatificados junto con María de Jesús Sacramentado Venegas con autorización de Juan Pablo II ya que se hallo el corazón de uno de los mártires en un estado incorrupto.

## Canonización
El 21 de mayo de 2000, fueron canonizados por Juan Pablo II en la Basílica de San Pedro, a causa de un milagro que sucedió en 1993, cuando un profesora llamada Carmen padecía una enfermedad considerada incurable, entonces se le fueron llevadas las reliquias de los mártires, después la enfermedad desapareció y fe considerado como milagro.